# Порто Лагос
Порто Лагос (на гръцки: Λάγος, Лагос, на турски: Karaağaç) е село, беломорско пристанище на Бистонското езеро (Буругьол) в Западна Тракия, Република Гърция, дем Абдера. Според преброяването от 2001 година има 394 жители.

## География
Разположено е в красив залив на 25 км югоизточно от град Ксанти, на брега между Бяло море и обширната езерна лагуна Буругьол (Вистонида). То е рибарски и оризодобивен център. Има плажове, пристанище. Намира се на крайбрежния път Ксанти – Гюмюрджина.
Лагуната е „влажна зона“ и заедно с плажовете са под защита на Министерството на околната среда. Обитава се от розово фламинго, пеликани, лебеди и други морски и сладководни птици.

## История
В лагуната се намира манастирът „Свети Николай“; дълъг пешеходен дървен мост го свързва с брега. Манастирът е подчинен на Ватопедската обител на Атон. Според легендата е основан от император Аркадий, но сградите му ca доста по-нови. Смята се, че селото е от византийско време и се е казвало Пори.
При цар Симеон Велики през 9 век районът и областта са присъединени към България, в 1206 г. цар Калоян възстановява българския суверенитет.
Тук в 1344 г. севастократор Момчил успешно напада турците, унищожава техния отряд и изгаря корабите им в пристанището.
Към 7 ноември 1912 г. Българската войска освобождава Порто Лаго от османска власт. В годините след 1912 г. Беломорската област е част от България и в пристанището е базирано капитанство „Порто лаго“ – поделение на Българския беломорски флот и усилено се проучва да бъде построено главното българско пристанище на Бяло море, но след Ньойския договор територията е дадена на Гърция и поселението си остава малко.
През октомври 1915 г., след включването на България в Първата световна война на страната на Централните сили, пристанището в Порто Лагос е обект на многократни артилерийски атаки от разположените в района на Бяло море военноморски съдове на Антантата.
След 1941 г. българската администрация се връща и пътят до Порто Лагос е ремонтиран, тъй като е смятано важно пристанище между Кавала и Дедеагач. През 1943 г. получава името Бистон.
След отварянето на граница с България през Родопите на 15 януари 2010 г. с новия ГКПП Златоград значението на туризма за местната икономика нараства и връзките с България стават интензивни. Има няколко хотела, ресторанти, магазини.